# 東美濃農業協同組合
東美濃農業協同組合（ひがしみののうぎょうきょうどうくみあい）は、岐阜県中津川市に本店を置く農業協同組合。岐阜県中津川市、恵那市の2市を管轄する。略称はJAひがしみの。
1998年に東濃地域東部を管轄する4つの農協（JAなかつがわ、JAえな、JAえなきた、JAけいなん）が合併して結成された。

## 概要
- 本部所在地：岐阜県中津川市茄子川1646-19
- 組合員数：32230人（2019年5月31日現在）
- 店舗（2011年4月1日現在）
  - 本店：1
  - 支店：21
  - 営業所：7
  - アグリセンター：4
  - 経済センター等の事業所（オートパル・農機・ガスなど含む）：13
  - 給油所：4
  - JASS-PORT：3
  - Aコープ：4
  - 惣菜センター：1
  - JA葬祭：4
  - グリーンセンター：4
  - 育苗・集荷施設：31

## 沿革
- 1998年4月 - 東濃地域を管轄する4つの農協（なかつがわ・えな・えなきた・けいなん）が合併して結成。
- 2005年 - 旧山口村域が当農協の管轄区域に加わる。

## 主な取扱品目
- 農畜産物
  - 恵那コシヒカリ（米）
  - 夏秋トマト
  - ナス
  - 飛騨牛
  - 牛乳
  - 恵那栗
  - 自然薯
  - 桃
  - イチゴ
  - 茶
  - 竹の子